# Renée Green
Renée Green (* 1959 in Cleveland, Ohio) ist eine US-amerikanische Autorin, Filmemacherin und Installationskünstlerin.

## Leben und Werk
Renée Green besuchte die Parsons The New School for Design, in New York und erlangte den Bachelor of Fine Arts an der Wesleyan University. Von 1989 bis 1990 war sie Teilnehmerin des Independent Study Programs des Whitney Museum of American Art in New York. 1994 Stipendiatin des DAAD in Berlin. Green war von 1997 bis 2002 als Professorin an der Akademie der bildenden Künste Wien tätig und von 2003 bis 2005 an der University of California, Santa Barbara. Als Dekan und Professorin war Green von 2005 bis 2011 am San Francisco Art Institute tätig. Seit 2011 ist Renée Green Professorin am MIT.
Renée Green lebt und arbeitet in New York City und Wien. Ihr Bruder Derrick Green ist Frontmann der Band Sepultura.
Ihre künstlerische Arbeit umfasst ein breites Spektrum an Medien, darunter Skulpturen, Architektur, Fotografie, Druck, Video, Filme, Websites und Sound. Die Arbeiten von Renée Green sind komplexe Installationen, in denen Ideen, historische Ereignisse und Erzählungen sowie Kulturgüter aus verschiedenen Perspektiven betrachtet werden.
Renée Green war Teilnehmerin zahlreicher Ausstellungen, unter anderem der Manifesta 7 in Trentino-Südtirol, der Istanbul Biennale und der Documenta11 in Kassel.

### Einzelausstellungen (Auswahl)
- 2008: Le rêve de l’artiste et du spectateur, Galerie nationale du Jeu de Paume, Paris
- 2009: Ongoing Becomings, Musée cantonal des Beaux-Arts de Lausanne, Lausanne
- 2010: Endless Dreams and Time-Based Streams, Yerba Buena Center for the Arts, San Francisco